# 샬린 (미국의 여자 가수)
샬린(Charlene, 1950년 6월 1일 ~ )은 미국의 여성 가수, 영화배우이다. 본명은 Charlene Marilynn D'Angelo이다. 1974년 가수로 데뷔하였고 1987년 미국 영화 《P.K. and the kid》의 조연으로 영화배우로 데뷔하였다.